# Toccara Montgomery
Toccara Montgomery (ur. 30 grudnia 1982) – amerykańska zapaśniczka walcząca w stylu wolnym. Olimpijka z Aten 2004 roku, siódme miejsce w wadze do 72 kg. Srebrna medalistka Mistrzostw Świata z 2002 i 2003, Igrzysk Panamerykańskich z 2003 i Mistrzostw Panamerykańskich z 2002 i 2003 roku. Pierwsze miejsce w Pucharze Świata w 2003 roku.
W 2001 roku wybrana przez FILA zapaśniczką roku i tym samym trzecim w historii zawodnikiem USA, który otrzymał to wyróżnienie (Wcześniej John Smith w 1995 i Stephen Neal w 1999). Dwukrotna mistrzyni USA.